# Fauville-en-Caux
Fauville-en-Caux là một xã thuộc tỉnh Seine-Maritime trong vùng Normandie miền bắc nước Pháp.

## Huy hiệu
| Arms of Fauville-en-Caux | The arms of Fauville-en-Caux are blazoned: Per pale gules and argent, issuant from a heart argent, the head and neck of a cock azure and tail gules. (the heart forms a stylized body for the rooster) |

## Dân số
| Năm | 1962 | 1968 | 1975 | 1982 | 1990 | 1999 | 2006 |
| --- | ---- | ---- | ---- | ---- | ---- | ---- | ---- |
| Dân số | 1363 | 1366 | 1645 | 1751 | 1871 | 1937 | 2206 |
| From the year 1962 on: No double counting—residents of multiple communes (e.g. students and military personnel) are counted only once. |      |      |      |      |      |      |      |